# Scorpiops kraepelini
Scorpiops kraepelini es una especie de escorpión del género Scorpiops, familia Euscorpiidae. Fue descrita científicamente por Lourenço en 1998.
Habita en Pakistán.